# Volosivți, Letîciv
Volosivți (în ucraineană Волосівці) este o comună în raionul Letîciv, regiunea Hmelnîțkîi, Ucraina, formată numai din satul de reședință.

## Demografie
Componența lingvistică a comunei Volosivți
     Ucraineană (98,92%)
     Rusă (1,08%)
Conform recensământului din 2001, majoritatea populației comunei Volosivți era vorbitoare de ucraineană (98,92%), existând în minoritate și vorbitori de rusă (1,08%).